# Mykoryza erikoidalna

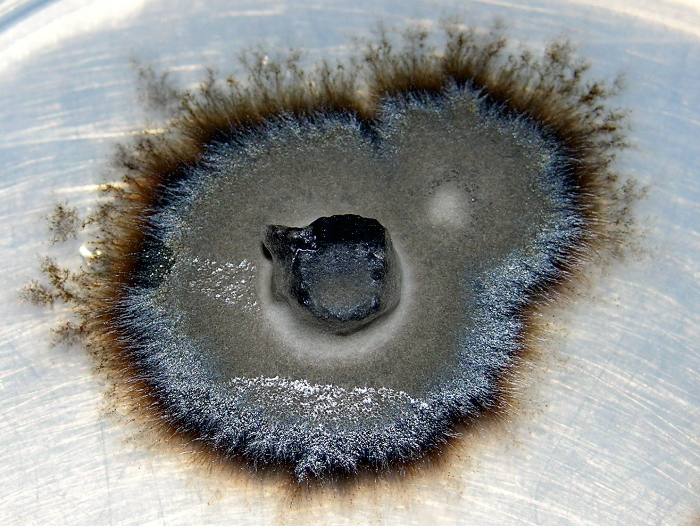
Wyizolowany grzyb formujący mikoryzę z Woollsia pungens

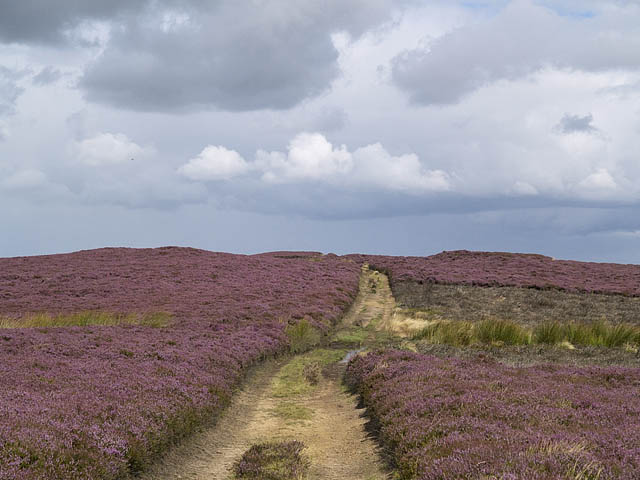
Dzięki mikoryzie wrzos może masowo zasiedlać siedliska bardzo kwaśne i ubogie

Mykoryza erikoidalna (ERM, ER) – rodzaj mykoryzy stanowiący symbiozę mutualistyczną między roślinami z rodziny wrzosowatych Ericaceae i kilkoma liniami rozwojowymi grzybów. Umożliwia zasiedlanie przez rośliny wrzosowate siedlisk kwaśnych i ubogich w substancje odżywcze. Zegar molekularny świadczy o tym, że symbioza ta powstała około 140 milionów lat temu.
Strzępki grzybów tworzą luźną sieć wokół komórek włośnikowych roślin wrzosowatych oraz wnikają poprzez ściany komórkowe do wnętrza komórek kory pierwotnej gęsto je wypełniając. Komórki grzyba nie przebijają jednak błon komórkowych. W ciągu kilku tygodni zarówno komórki rośliny, jak i wrastające w nie strzępki grzybów obumierają. Komórki grzyba penetrujące roślinę wymieniają związki odżywcze uzyskane w wyniku enzymatycznego rozkładu złożonych związków organicznych występujących w glebie na węglowodany powstające w roślinach w wyniku fotosyntezy.
U niektórych wrzosowatych stwierdzono odrębną mykoryzę – dotyczy to mącznicy Arctostaphylos, chruściny Arbutus i roślin z podrodziny Monotropoideae.

## Komponent grzybowy
Znaczna część badań nad mykoryzą erikoidalną dotyczy wyizolowanego z niej grzyba identyfikowanego morfologicznie jako  Hyaloscypha hepaticicola z rzędu tocznikowców Helotiales (Ascomycota). Zastosowanie sekwencjonowania DNA wobec izolatów i klonów grzybów pozwoliło jednak ujawnić różne zbiorowiska grzybów w korzeniach roślin wrzosowatych. Stwierdzono m.in. Meliniomyces, Cairneyella variabilis i Oidiodendron maius. Wykorzystując metodę PCR stwierdzono także inne grzyby workowe obecne na korzeniach, ale ich status jest niejednoznaczny – część z nich może być endobiontami. Rozpoznano także strzępki grzybów podstawkowych z rodzaju Sebacina. Rola Sebacina przy korzeniach wrzosowatych jest niejasna, wiadomo wszakże, że rodzaj ten tworzy mykoryzę z innymi roślinami, spoza rodziny wrzosowatych.